# Massey Island
Massey Island ist eine 432 km² große, unbewohnte Insel, die zur Bathurst-Island-Gruppe der Königin-Elisabeth-Inseln gehört. 

## Lage
Die Insel ist langgestreckt und bis zu 210 m hoch. Die Insel liegt südlich der Île Vanier, von dieser getrennt durch die 1,7 km breite Pearse Strait, und nördlich von Alexander Island und der westlich davon gelegenen Île Marc, getrennt durch die weniger als drei Kilometer breite Boyer Strait. Die Entfernung zur Île Mark beträgt an der engsten Stelle rund 1100 Meter. Knapp zehn Kilometer östlich von Cape Head, dem östlichsten Punkt von Massey Island, liegt Bathurst Island, die Hauptinsel des Archipels, getrennt durch das Erskine Inlet.
Die Insel ist Teil des Qausuittuq-Nationalparks.